# Berend Zweers
Berend Zweers (Haarlem, 8 september 1872 - Haarlem, 21 februari 1946) was een Nederlands fotograaf die een belangrijke rol speelde in het Nederlands picturalisme aan het begin van de twintigste eeuw. Zijn specialisme lag op het gebied van de kooldruktechniek en in het bijzonder de driekleurenkooldruk.
Zweers werd in 1872 geboren in Haarlem als zoon van Berend Zweers, meubelmaker, en Dorothea Rees. In 1892, na het overlijden van zijn ouders, verhuisde hij naar Nijmegen. Op zijn adres was ook fotograaf Matthieu van Hout woonachtig, bij wie Zweers in de leer ging. In hetzelfde pand had Van Hout ook zijn portretstudio. In 1892 verhuisde Zweers naar Nijmegen waar hij zich al fotograaf noemde.
In 1895 verhuisde hij naar Gouda, waar Zweers zich als zelfstandig fotograaf vestigde. In datzelfde jaar trouwde hij in Haarlem met Maria ten Pierik. In Gouda werd hun enige kind, Maria Wilhelmina, geboren.

## Carrière
Zweers keerde in 1896 terug naar Haarlem waar hij in het ouderlijk huis zijn fotoatelier opende. Hij maakte portretten maar deed ook opdrachten voor  topografische opnamen. Zo maakte hij in opdracht van de Vereeniging Haerlem opnamen van hofjes in Haarlem en ter gelegenheid van het 300-jarig jubileum foto's van het interieur, het exterieur en de staf van het Elisabeth Gasthuis. Ook maakte hij diverse opnamen van openbare gebouwen, die hij afdrukte in platinadruk en bromidedruk.
Al vroeg in zijn carrière hield Zweers zich bezig met het picturalisme en experimenteerde hij met technieken als gomdruk en de broomoliedruk en later ook met monochrome kooldruk en de driekleurenkooldruk.
In 1908 werd Zweers lid van de Nederlandsche Club voor Fotokunst, de NCvFK, het jaar erna trad hij toe tot het bestuur.  Zweers was tevens betrokken bij de oprichting op 16 mei van de ‘Vereeniging tot vorming eener verzameling fotografieën in het Museum van Kunstnijverheid te Haarlem’, ook wel het Fotografisch Museum, in 1912.
Zweers was daarnaast ook lid van de Nederlandsche Fotografen Patroons Vereeniging, de NFPV.
Berend Zweers overleed in 1946 in Haarlem.

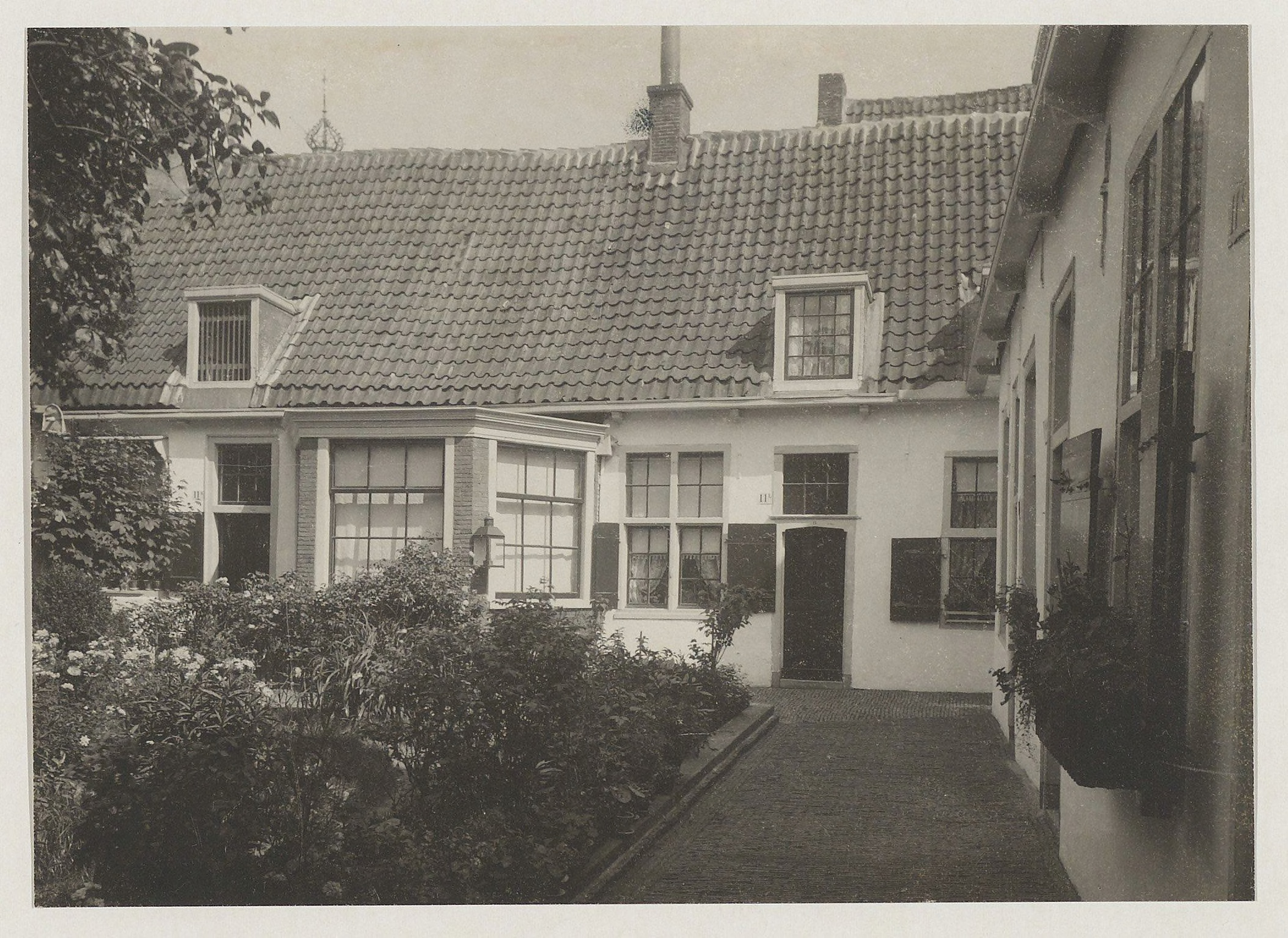
Hofje van Bakenes (1904)
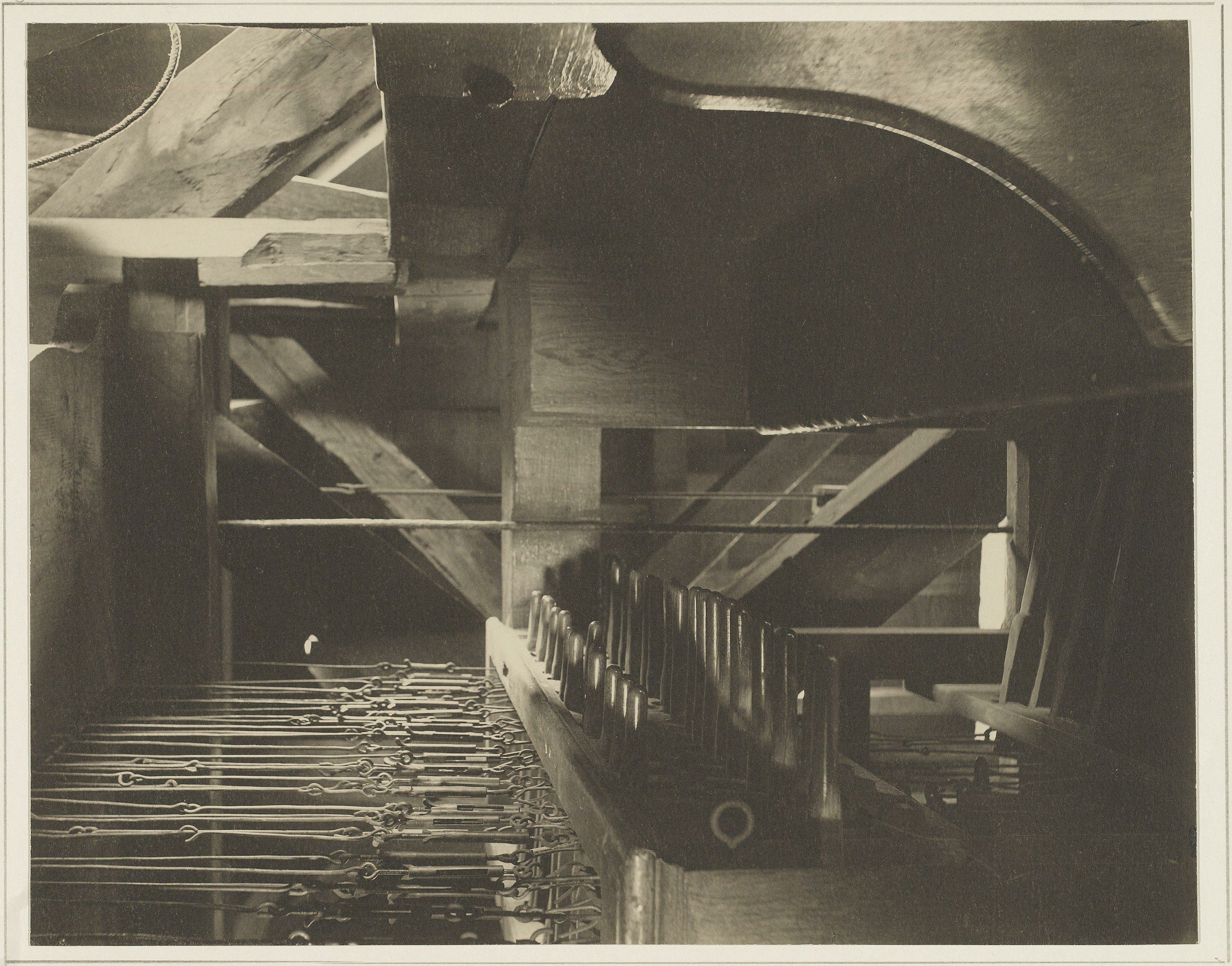
Klokkenspel in de St. Bavo (1900)
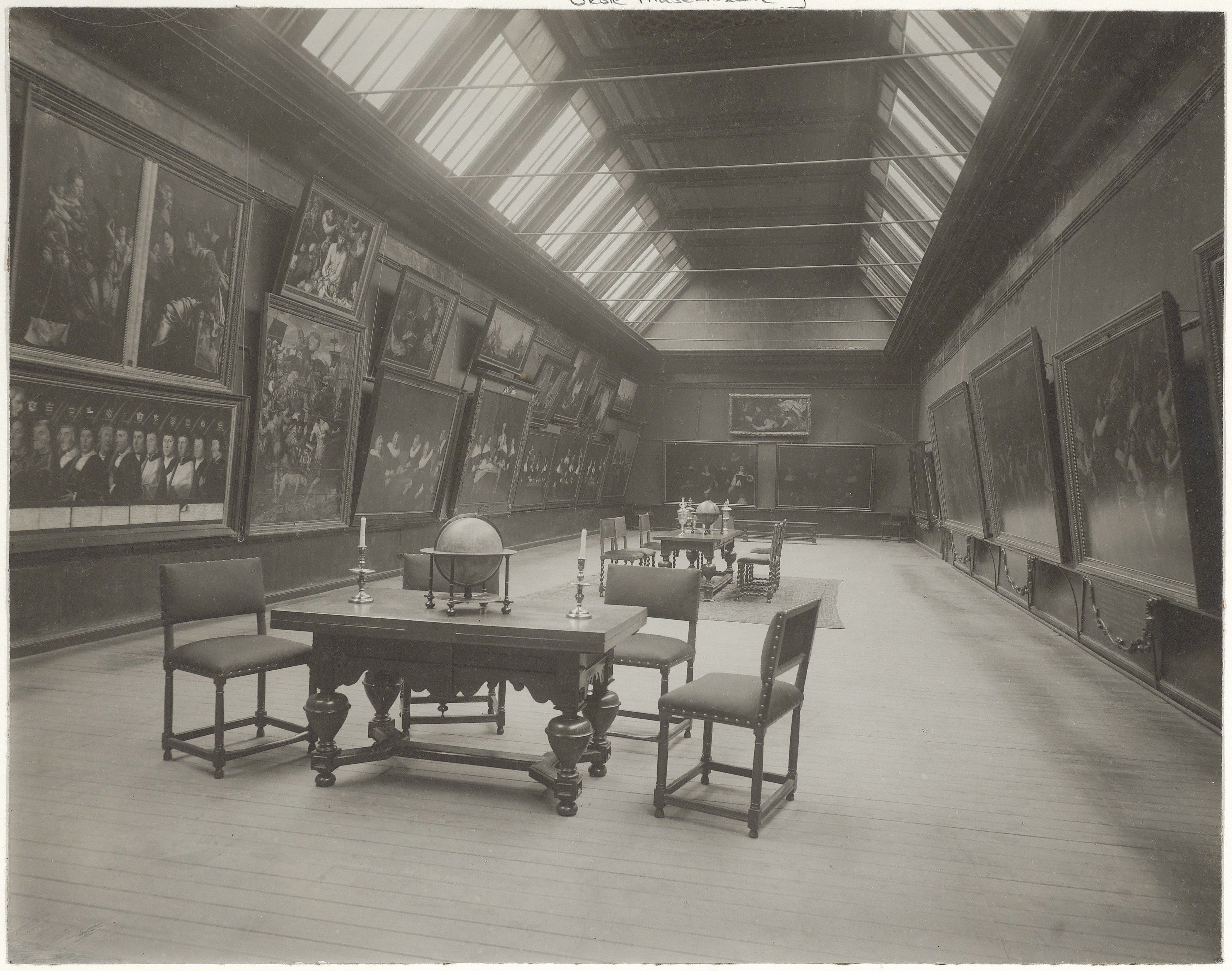
Museumzaal Stadhuis Haarlem (1901)
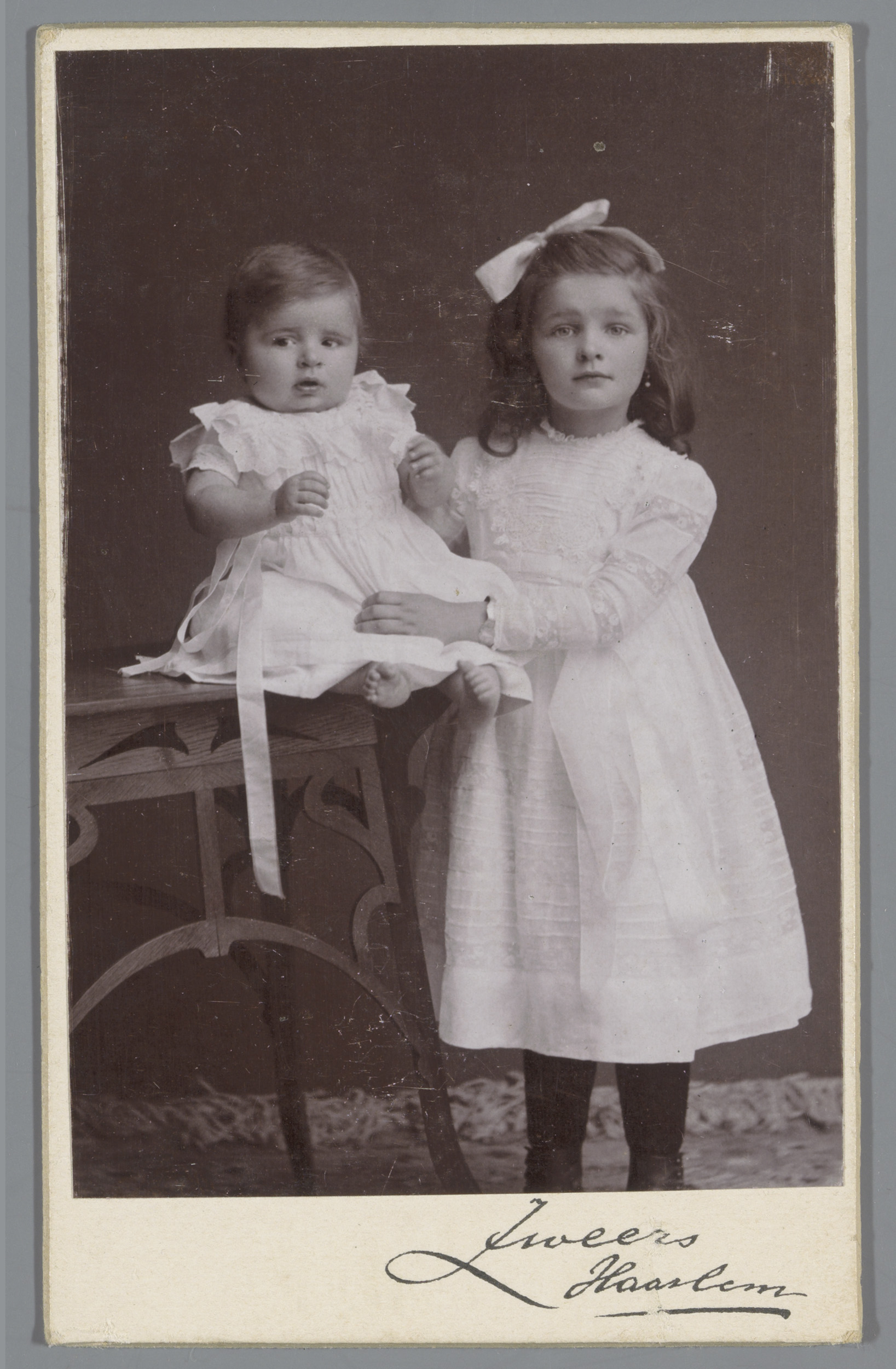
Foto ondertekend door Berend Zweers

## Collectie
Het werk van Berend Zweers bevindt zich onder meer in de Bijzondere Collecties van de Universiteitsbibliotheek Leiden[dode link], deels afkomstig uit de collectie van Auguste Grégoire.
en in de collectie van het Rijksmuseum te Amsterdam.

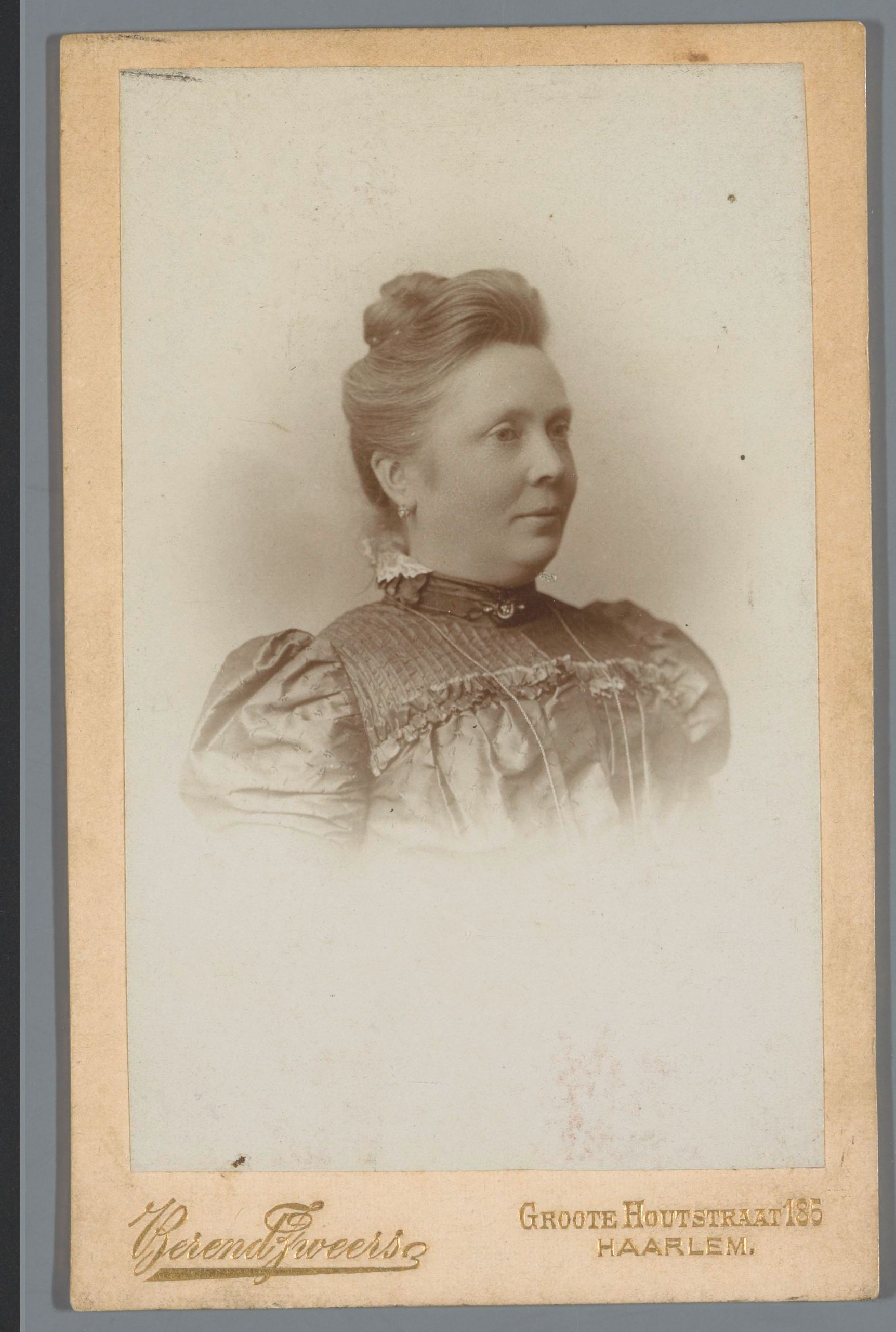
Portret (carte-de-visite)
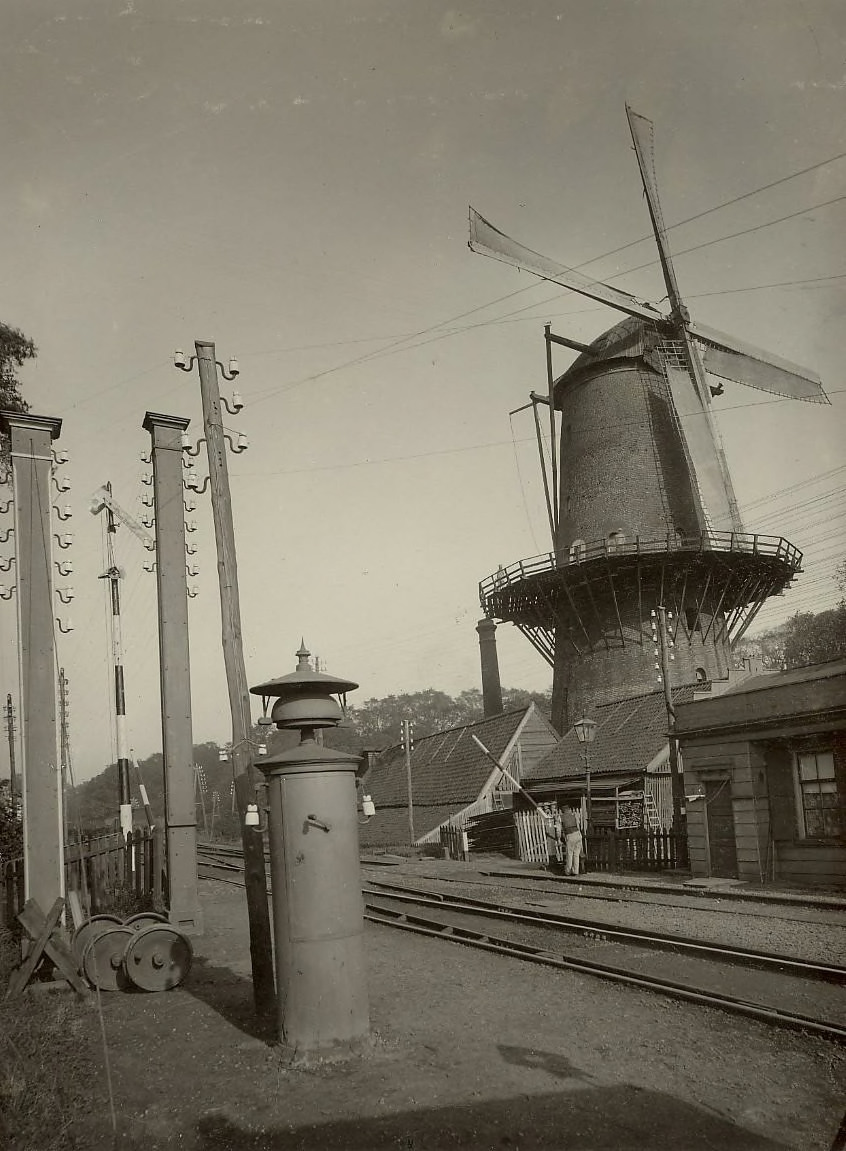
Molen Het Fortuin (1905)
Dochter Maria (ca. 1910)
Portet van Chris Lebeau (1912)